# Olivier Pardini
Olivier Pardini (Oupeye, 30 juli 1985) is een Belgisch voormalig wielrenner.

## Belangrijkste overwinningen
2010
4e etappe Ronde van Namen
2012
GP Etienne de Wilde
2014
Proloog Sibiu Cycling Tour
2015
1e etappe Paris-Arras Tour (ploegentijdrit)
1e etappe Ronde van Midden-Nederland (ploegentijdrit)
Eindklassement Ronde van Midden-Nederland
2016
Eindklassement Istrian Spring Trophy
2e etappe Ronde van Normandië
3e etappe Circuit des Ardennes
Eindklassement Circuit des Ardennes

## Resultaten in voornaamste wedstrijden
|      | \| Jaar \| Luik-Bast.‑Luik \| Waalse Pijl \| \| ---- \| --------------- \| ----------- \| \| 2017 \| opgave \| opgave \| |             |
| Jaar | Luik-Bast.‑Luik | Waalse Pijl |
| 2017 | opgave | opgave      |

## Ploegen
- 2009 –  Storez Ledecq Matériaux
- 2009 –  Groupe Gobert.com.ct
- 2009 –  Willems Verandas
- 2011 –  Wallonie Bruxelles-Crédit Agricole
- 2012 –  Colba-Superano Ham
- 2013 –  Vérandas Willems
- 2014 –  Vérandas Willems
- 2015 –  Vérandas Willems Cycling Team
- 2016 –  WB Veranclassic Aqua Protect
- 2017 –  Wallonie Bruxelles-Group Protect
- 2018 –  Team Differdange-Losch

Baïolet · Bille · Collaers · Criquielion · Degand · Habeaux · Kuyckx · Muscat · Paquet · Pardini · Pratte · Van den Houte · van Dijk · Van Hoecke · Van Melsen · Vangenechten · Vanlandschoot · Zingle · Stenuit (stagiair)
Bertrand · Bille · Chevalier · De Witte · Devillers · Dufrasne · Giaux · Legrand · Mottet · Pardini · Polazzi · Prémont · Rouet · Stenuit · Van Hoecke · Vangenechten
Carton · François · Goovaerts · Haynes · Lhotellerie · Normand · Pardini · Provost · Suarez · Vanbecelaere · Van Caldenborgh · Van den Houte · Van Holderbeke · Vandaele · Vangheel · Vercruyce · Rigaux (stagiair)
Borcy · Burton · Carnevali · Deguelle · Fauville · Ferrari · Lodewijks · Mertz · Pardini · Pirlot · Poppe · Rase · Serry · Smeyers · Thomé · Vandyck · De Troch (stagiair) · Goolaerts (stagiair)
Bille · Burton · Carnevali · Convens · De Troch · de Winter · Goolaerts · Mannaerts · Mertz · Pardini · Smeyers · Touquet · Vanderaerden · Vandyck · Vereecken · Wastyn · Wauters · Van Gucht (stagiair)
De Winter · Delfosse · Dernies · Deruette · Duquennoy · Habeaux · Ista · Jans · Jules · Kirsch · Masson · Naesen · Pardini · Peyskens · Robeet · Spengler · Stassen · Vantomme · Warnier · Mortier (stagiair) · Taminiaux (stagiair)
Catania · Centrone · da Silva · Donders · Kockelmann · Pardini · Petelin · Rózsa · Rusnac · Stemper · Teasdale · Thill · Valvasori · Vermeer · Verwaest · Winter